# Alsomitra
Az Alsomitra a tökvirágúak (Cucurbitales) rendjébe, ezen belül a tökfélék (Cucurbitaceae) családjába tartozó nemzetség.

## Rendszerezés
A nemzetségbe az alábbi 34 faj tartozik (meglehet, hogy a lista hiányos):
- Alsomitra angulata M.Roem.
- Alsomitra angustipetala (Craib) Craib
- Alsomitra balansae Gagnep.
- Alsomitra beccariana Cogn.
- Alsomitra brasiliensis Cogn.
- Alsomitra capricornica F.Muell.
- Alsomitra cissoides M.Roem.
- Alsomitra clarkei (King) Hutchinson
- Alsomitra clavigera M.Roem.
- Alsomitra graciliflora Harms
- Alsomitra gracilipes Elmer
- Alsomitra heterosperma M.Roem.
- Alsomitra hookeri F.Muell.
- Alsomitra integrifolia Hayata
- Alsomitra laxa M.Roem.
- Alsomitra macrocarpa (Blume) M. Roem.
- Alsomitra muelleri Cogn.
- Alsomitra pedatifolia Cogn.
- Alsomitra peruviana Huber
- Alsomitra philippinensis Cogn.
- Alsomitra plena Craib
- Alsomitra pubescens Merrill
- Alsomitra pubigera Prain
- Alsomitra rotundifoliola Cogn.
- Alsomitra sarcophylla (Wall.) M. Roem.
- Alsomitra schefferiana Cogn.
- Alsomitra schultzei Cogn.
- Alsomitra simplex Craib
- Alsomitra simplicifolia Merrill
- Alsomitra stephensiana (F.Muell.) Cogn.
- Alsomitra suberosa F.M.Bailey
- Alsomitra timorana M.Roem.
- Alsomitra tonkinensis Gagnep.
- Alsomitra trifoliolata (F.Muell.) K.Schum.

## Fordítás
- Ez a szócikk részben vagy egészben  az   Alsomitra című angol Wikipédia-szócikk ezen változatának fordításán alapul.  Az eredeti cikk szerkesztőit annak laptörténete sorolja fel. Ez a jelzés csupán a megfogalmazás eredetét és a szerzői jogokat jelzi, nem szolgál a cikkben szereplő információk forrásmegjelöléseként.